# Дорнох
До́рнох (англ. Dornoch, скотс Dornach, гэльск. Dòrnach) — город у побережья одноимённого фьорда на севере Шотландии. В прошлом административный центр исторического графства Сатерленд. Ныне входит в состав региона Хайленд.
Население города по данным на 2016 год составляло 1260 человек.

## История

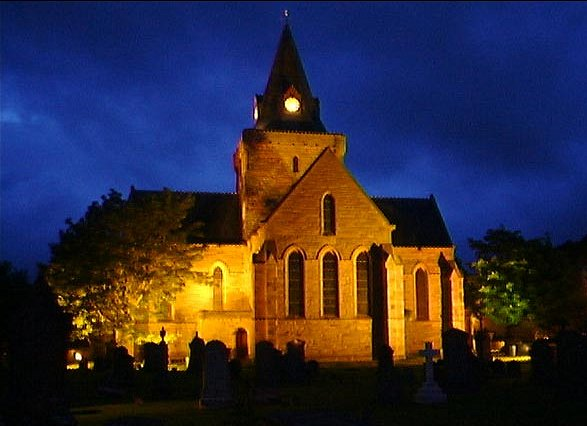
Дорнохский собор

Название «Дорнох» происходит от гэльского «галечное место», что предполагает наличие в этой области гальки размером с кулак (dorn), которые можно было использовать в качестве оружия. В Дорнохе есть собор XIII века, тюрьма Олд-таун и бывший епископский дворец, в котором сейчас располагается отель, замок Дорнох и популярное поле для гольфа, принадлежащее гольф-клубу Royal Dornoch.
Также Дорнох знаменит тем, что в 1727 году здесь была сожжена на костре Джанет Хорн, последняя в Великобритании женщина, официально обвинённая в колдовстве. В память об этом установлен «Ведьмин камень», на котором указан 1722 год.
13 января 2005 года Дорнох получил статус города справедливой торговли (англ. Fairtrade Town).

## В популярной культуре
Действие последнего романа Розамунды Пилчер «Зимнее солнцестояние» в значительной степени происходит в Дорнохе и его окрестностях под выдуманным названием Крейган.

## Аэропорт
Аэропорт Дорнох (англ. Dornoch Airfield) маленький приватный аэропорт. Длина ВПП составляет 781 м. Расположен в юге от Дорноха, в 1,1 км от центра Дорноха.